# Mawi
Mawi is een historisch Duits merk van motorfietsen.
Mawi: Norddeutsche Motor-Fahrradwerke Marquardt & Winter, Swinemünde (1923-1930).
Duitse fabriek die goede motorfietsen samenstelde, aanvankelijk met 142- en 173 cc DKW-motoren, later met Britse JAP-motoren van 248- tot 1000 cc.
De naam Marquardt duidt op een mogelijk verband met de merken Frimo en Ge-Ma-Hi